# پیتر باتلر (بازیکن فوتبال، زاده ۱۹۶۶)
پیتر باتلر (انگلیسی: Peter Butler؛ زادهٔ ۲۷ اوت ۱۹۶۶) بازیکن فوتبال اهل بریتانیا است.
از باشگاه‌هایی که در آن بازی کرده‌است می‌توان به باشگاه فوتبال وست برومویچ آلبیون، باشگاه فوتبال کمبریج یونایتد، باشگاه فوتبال بری، باشگاه فوتبال ساوتند یونایتد، باشگاه فوتبال گریمزبی تاون، باشگاه فوتبال وستهام یونایتد، باشگاه فوتبال هادرزفیلد تاون، و باشگاه فوتبال نوتس کانتی اشاره کرد.